# Химаненко, Кристина
Кристина Химаненко (пол. Krystyna Chimanienko, 11.12.1934 г., Варшава, Польша — 27.03.1972 г., Варшава, Польша) — польская актриса театра и кино. Погибла в автокатастрофе. Похоронена на Брудновском кладбище в Варшаве.

## Избранная фильмография
- 1960 — Муж своей жены / Mąż swojej żony — соседка
- 1964 — Барбара и Ян (телесериал) / Barbara i Jan — Зося, официантка (только в серии 5)
- 1966 — Если кто-нибудь знает / Ktokolwiek wie — секретарша в суде
- 1969 — Девичий заговор / Rzeczpospolita babska — капрал Чеслава Ковалик
- 1969 — Новый / Nowy — Крыся, повариха в молочном баре
- 1969 — Что в человеке в середине / Co jest w człowieku w środku — Франка, официантка
- 1970 — Зажигалка / Zapalniczka — таможенница
- 1971 — Беспокойный постоялец / Kłopotliwy gość — докладчик в жилищном кооперативе «Кибернетика»